# 長崎天ぷら
長崎天ぷら（ながさきてんぷら）は、長崎県の郷土料理。甘くて軟らかい味付きの衣が特徴である。長崎天麩羅ともいう。天ぷらの一種であり、その起源となった料理である。

## 概要
長崎県の郷土料理であり、日本の天ぷらの起源とされている。料理自体は、洋風天ぷらと呼ばれるフリッターに近い。衣に味が付いているため、冷めても美味しく食べられるという長所があり、おかず、おやつのほか、弁当のおかずにも使われる。また、卓袱料理にもよく使われる。

## 作り方
具材にはエビ、白身魚、鶏肉などを使う。小麦粉、水、卵黄を混ぜ、砂糖、塩、酒、醤油などで味付けした衣を付けて揚げる。衣を作るときは通常の天ぷらとは違い、よく混ぜる。天つゆは使わずにそのまま食べる。

## 歴史
安土桃山時代にポルトガルから長崎に伝来した。キリスト教で肉食を断つ期間をTemporasと言い、ポルトガル人のキリシタンたちがTemporasの間に油で揚げた魚や野菜を食べていたことから、油で揚げた料理のことを「天ぷら」と呼ぶようになった。天ぷら#語源も参照のこと。
伝来当初は、水を使わずに小麦粉、卵、酒、砂糖、塩を使って衣を作っていた。その後、砂糖文化が根付いていた長崎ならではの料理になった。